# Semeru
Semeru er en vulkan på Java i Indonesien. Vulkanen er 3.676 meter høj og er dermed Javas højeste bjerg. Den har siden 1967 med jævne mellemrum været i udbrud.

## Vulkanudbrud
Semeru har ofte vulkanudbrud. Siden 1818 er registreret mindst 55 udbrud, hvoraf 11 har haft dødelig udgang. Semeru har siden 1967 været i mere eller mindre konstant udbrud.
Et vulkanudbrud den 5. december 2021 ødelagde adskillige nærliggende landsbyer og dræbte mindst tretten personer. 7. december var antallet af døde steget til 34, og omkring 3.700 personer havde mistet deres hjem.